# Myrtopsis macrocarpa
Myrtopsis macrocarpa är en vinruteväxtart som beskrevs av Schlechter. Myrtopsis macrocarpa ingår i släktet Myrtopsis och familjen vinruteväxter. Inga underarter finns listade i Catalogue of Life.